# Lithurgus spiniferus
Lithurgus spiniferus là một loài Hymenoptera trong họ Megachilidae. Loài này được Cameron mô tả khoa học năm 1905.